# Кокетка (фильм)
«Кокетка» (англ. Coquette) — драма 1929 года по мотивам одноименного спектакля. Первая звуковая картина Мэри Пикфорд.

## Сюжет
Бессердечная красавица-кокетка Норма Безант влюбляется во вспыльчивого гордеца Джеффри. Её отец, доктор Безант, расстроен выбором дочери и запрещает Норме вступать в брак. Он выгоняет Джеффри из их дома, в припадке ярости стреляет в него и убивает. В ожидании суда доктор совершает самоубийство, пытаясь таким образом наказать себя за разрушенное счастье Нормы.

## В ролях
- Мэри Пикфорд — Норма Безант
- Джон Мак Браун — Майкл Джеффри
- Джон Сенполис — Доктор Джон Безант
- Луиз Биверс — Джулия

## Награды
В 1930 году Мэри Пикфорд получила премию «Оскар» за главную женскую роль.